# Ernst Christian Carl Kruse
Ernst Christian Carl Kruse (* 28. Februar 1837 in Esens, Ostfriesland; † 22. Februar 1900 in Berlin) war ein deutscher Arzt und Politiker.

## Leben und Wirken
Als Sohn eines Schneidermeisters geboren, studierte Kruse nach dem Besuch des Gymnasiums und einer Apothekerlehre in Esens Medizin an der Georg-August-Universität Göttingen. Während seines Studiums wurde er 1855 Mitglied der Burschenschaft Hercynia Göttingen. Er wurde 1862 zum Dr. med. promoviert. Nach mehreren Jahren der Tätigkeit in verschiedenen Krankenhäusern eröffnete er eine Praxis in Norden. 1871 gehört er zu den Gründungsmitgliedern der Reederei Norden (später Norden-Frisia). 1882 zog Kruse auf die Insel Norderney und wurde dort zum königlichen Badearzt bestellt und 1885 zum Sanitätsarzt ernannt. In dieser Zeit (1883) veröffentlicht er auch sein Werk Seeluft und Seebad, das sehr viel Aufmerksamkeit erhielt.
In den Jahren 1884 bis 1890 und 1893 bis 1900 war Kruse für die Nationalliberale Partei Mitglied des Deutschen Reichstags als Vertreter des „2. Ostfriesischen Wahlbezirks“, der den Altkreis Aurich, Wittmund, Wilhelmshaven, das Amt Stickhausen und Papenburg umfasste. 1893 wurde Kruse zudem als Abgeordneter in den Preußischen Landtag gewählt, dem er bis 1898 angehörte.
Kruse erlitt am 21. Februar 1900 während einer von ihm geleiteten Sitzung der Kommission für Petitionen eine derart schwere Gehirnblutung, dass er nicht mehr transportfähig war und schon am nächsten Tag im Berliner Reichstag verstarb.

## Werke
- Seeluft und Seebad. Eine Anleitung zum Verständnis und Gebrauch der Kurmittel der Nordseeinseln, insbesondere von Norderney. Norden und Norderney 1883. (2.–12. Auflage, ebenda 1887–1907)
- Über Seeluft und Seebadekuren bei Nervenkrankheiten. Norden und Norderney 1885. (2.–8. Auflage, ebenda 1887–1907)
- Geschichte der Seebadeanstalt Norderney. Eine Festschrift zur Hundertjahrfeier des Seebades. Norden und Norderney 1899.